# Mikkeli Bouncers
I Mikkeli Bouncers sono una squadra di football americano di Mikkeli, in Finlandia, fondata nel 2009.

## Dettaglio stagioni

### Tornei nazionali

#### Campionato

##### Naisten Vaahteraliiga
| Stagione | regular season | regular season | regular season | regular season | regular season | regular season | playoff | playoff | playoff | playoff | playoff | playoff    | playoff             |
|          | Vin            | Par            | Per            | Tot            | PF             | PS             | Vin     | Per     | Tot     | PF      | PS      | risultato  | avversaria          |
| -------- | -------------- | -------------- | -------------- | -------------- | -------------- | -------------- | ------- | ------- | ------- | ------- | ------- | ---------- | ------------------- |
| 2012     | 1              | 0              | 7              | 8              | 54             | 221            | -       | -       | -       | -       | -       | -          | -                   |
| 2013     | 0              | 0              | 7              | 7              | 38             | 360            | -       | -       | -       | -       | -       | -          | -                   |
| 2021     | 3              | 0              | 3              | 6              | 122            | 112            | 0       | 1       | 1       | 14      | 22      | Semifinale | Helsinki Wolverines |
| 2022     | 4              | 0              | 6              | 10             | 134            | 200            | 0       | 1       | 1       | 0       | 26      | Semifinale | Helsinki Wolverines |
| Totale   | 8              | 0              | 23             | 31             | 348            | 893            | 0       | 2       | 2       | 14      | 48      |            |                     |

Fonti: Enciclopedia del Football - A cura di Massimo Mezzetti

##### I-divisioona
| Stagione | regular season | regular season | regular season | regular season | regular season | regular season | playoff | playoff | playoff | playoff | playoff | playoff    | playoff    |
|          | Vin            | Par            | Per            | Tot            | PF             | PS             | Vin     | Per     | Tot     | PF      | PS      | risultato  | avversaria |
| -------- | -------------- | -------------- | -------------- | -------------- | -------------- | -------------- | ------- | ------- | ------- | ------- | ------- | ---------- | ---------- |
| 2019     | 2              | 0              | 6              | 8              | 185            | 321            | 0       | 1       | 1       | 21      | 41      | Semifinale | Pori Bears |
| Totale   | 2              | 0              | 6              | 8              | 185            | 321            | 0       | 1       | 1       | 21      | 41      |            |            |

Fonti: Enciclopedia del Football - A cura di Massimo Mezzetti

##### Naisten I-divisioona
| Stagione | regular season | regular season | regular season | regular season | regular season | regular season | playoff | playoff | playoff | playoff | playoff | playoff     | playoff             |
|          | Vin            | Par            | Per            | Tot            | PF             | PS             | Vin     | Per     | Tot     | PF      | PS      | risultato   | avversaria          |
| -------- | -------------- | -------------- | -------------- | -------------- | -------------- | -------------- | ------- | ------- | ------- | ------- | ------- | ----------- | ------------------- |
| 2014     | 4              | 0              | 3              | 7              | 130            | 103            | 0       | 1       | 1       | 24      | 36      | Semifinale  | Tampere Saints      |
| 2015     | 6              | 0              | 2              | 8              | 266            | 111            | 0       | 1       | 1       | 0       | 44      | Semifinale  | Hämeenlinna Huskies |
| 2016     | 5              | 0              | 3              | 8              | 222            | 54             | 2       | 0       | 2       | 30      | 14      | Campionesse | Hyvinkää Falcons    |
| 2017     | 6              | 0              | 2              | 8              | 202            | 66             | 0       | 1       | 1       | 14      | 20      | Semifinale  | West Coast Phoenix  |
| 2018     | 3              | 0              | 4              | 7              | 174            | 142            | -       | -       | -       | -       | -       | -           | -                   |
| 2019     | 5              | 0              | 1              | 6              | 182            | 76             | 2       | 0       | 2       | 68      | 26      | Campionesse | West Coast Phoenix  |
| 2020     | 4              | 0              | 0              | 4              | 166            | 54             | 1       | 1       | 2       | 64      | 8       | Campionesse | Kotka Eagles        |
| Totale   | 33             | 0              | 15             | 48             | 1342           | 606            | 5       | 4       | 9       | 200     | 148     |             |                     |

Fonti: Enciclopedia del Football - A cura di Massimo Mezzetti

##### II-divisioona
| Stagione | regular season | regular season | regular season | regular season | regular season | regular season | playoff | playoff | playoff | playoff | playoff | playoff          | playoff                  |
|          | Vin            | Par            | Per            | Tot            | PF             | PS             | Vin     | Per     | Tot     | PF      | PS      | risultato        | avversaria               |
| -------- | -------------- | -------------- | -------------- | -------------- | -------------- | -------------- | ------- | ------- | ------- | ------- | ------- | ---------------- | ------------------------ |
| 2011     | 3              | 0              | 5              | 8              | 113            | 213            | -       | -       | -       | -       | -       | -                | -                        |
| 2012     | 5              | 0              | 3              | 8              | 175            | 128            | 0       | 1       | 1       | 20      | 49      | Wild Card        | Vaasa Vikings            |
| 2013     | 2              | 0              | 4              | 6              | 60             | 151            | -       | -       | -       | -       | -       | -                | -                        |
| 2015     | 4              | 0              | 4              | 8              | 166            | 183            | 1       | 1       | 2       | 31      | 72      | Rautamalja       | Kuopio Steelers          |
| 2016     | 3              | 0              | 5              | 8              | 123            | 178            | 2       | 0       | 2       | 44      | 35      | Campioni         | Pori Bears               |
| 2017     | 1              | 0              | 8              | 9              | 88             | 292            | -       | -       | -       | -       | -       | -                | -                        |
| 2018     | 5              | 0              | 3              | 8              | 177            | 138            | 1       | 1       | 2       | 17      | 38      | Rautamalja       | Pori Bears               |
| 2021     | 3              | 0              | 2              | 5              | 131            | 58             | -       | -       | -       | -       | -       | -                | -                        |
| 2022     | 4              | 0              | 2              | 6              | 185            | 84             | 0       | 1       | 1       | 8       | 22      | Quarti di finale | Helsinki Wolverines Blue |
| 2024     | 4              | 0              | 4              | 8              | 164            | 140            | 0       | 1       | 1       | 0       | 24      | Wild Card        | Kuusankoski Cowboys      |
| Totale   | 34             | 0              | 40             | 74             | 1382           | 1565           | 4       | 5       | 9       | 120     | 240     |                  |                          |

Fonti: Enciclopedia del Football - A cura di Massimo Mezzetti

##### III-divisioona (a 11 giocatori)
| Stagione | regular season | regular season | regular season | regular season | regular season | regular season | playoff | playoff | playoff | playoff | playoff | playoff           | playoff        |
|          | Vin            | Par            | Per            | Tot            | PF             | PS             | Vin     | Per     | Tot     | PF      | PS      | risultato         | avversaria     |
| -------- | -------------- | -------------- | -------------- | -------------- | -------------- | -------------- | ------- | ------- | ------- | ------- | ------- | ----------------- | -------------- |
| 2014     | 7              | 0              | 1              | 8              | 281            | 67             | 3       | 0       | 3       | 60      | 23      | Campioni/Promossi | Sipoo Bulldogs |
| Totale   | 7              | 0              | 1              | 8              | 281            | 67             | 3       | 0       | 3       | 60      | 23      |                   |                |

Fonti: Enciclopedia del Football - A cura di Massimo Mezzetti

##### III-divisioona (a 7 giocatori)
| Stagione | regular season | regular season | regular season | regular season | regular season | regular season | playoff | playoff | playoff | playoff | playoff | playoff   | playoff    |
|          | Vin            | Par            | Per            | Tot            | PF             | PS             | Vin     | Per     | Tot     | PF      | PS      | risultato | avversaria |
| -------- | -------------- | -------------- | -------------- | -------------- | -------------- | -------------- | ------- | ------- | ------- | ------- | ------- | --------- | ---------- |
| 2010     | 5              | 0              | 1              | 6              | 180            | 94             | -       | -       | -       | -       | -       | Campioni  | -          |
| Totale   | 5              | 0              | 1              | 6              | 180            | 94             | -       | -       | -       | -       | -       |           |            |

Fonti: Enciclopedia del Football - A cura di Massimo Mezzetti

### Riepilogo fasi finali disputate
| Anno             | Luogo       | Evento                | Fase del torneo      | Incontro                                    | Risultato |
| 2 settembre 2012 | Vaasa       | II-divisioona         | Wild Card            | Vaasa Vikings - Mikkeli Bouncers            | 49 - 20   |
| 3 agosto 2014    | Tampere     | Naisten I-divisioona  | Semifinale           | Tampere Saints - Mikkeli Bouncers           | 36 - 24   |
| 30 agosto 2014   | Mikkeli     | III-divisioona        | Spareggio promozione | Mikkeli Bouncers - Sipoo Bulldogs           | 13 - 3    |
| 22 agosto 2015   | Kuopio      | II-divisioona         | Rautamalja           | Kuopio Steelers - Mikkeli Bouncers          | 42 - 0    |
| 29 agosto 2015   | Hämeenlinna | Naisten I-divisioona  | Semifinale           | Hämeenlinna Huskies - Mikkeli Bouncers      | 44 - 0    |
| 21 agosto 2016   | Pori        | II-divisioona         | Rautamalja           | Pori Bears - Mikkeli Bouncers               | 21 - 23   |
| 27 agosto 2016   | Hyvinkää    | Naisten I-divisioona  | Finale               | Hyvinkää Falcons - Mikkeli Bouncers         | 0 - 8     |
| 27 agosto 2017   | Mikkeli     | Naisten I-divisioona  | Semifinale           | Mikkeli Bouncers - West Coast Phoenix       | 14 - 20   |
| 18 agosto 2018   | Pori        | II-divisioona         | Rautamalja           | Pori Bears - Mikkeli Bouncers               | 31 - 8    |
| 10 agosto 2019   | Pori        | I-divisioona          | Semifinale           | Pori Bears - Mikkeli Bouncers               | 41 - 21   |
| 7 settembre 2019 | Mikkeli     | Naisten I-divisioona  | Finale               | Mikkeli Bouncers - West Coast Phoenix       | 8 - 6     |
| 6 settembre 2020 | Mikkeli     | Naisten I-divisioona  | Finale               | Mikkeli Bouncers - Kotka Eagles             | 28 - 8    |
| 28 agosto 2021   | Helsinki    | Naisten Vaahteraliiga | Semifinale           | Helsinki Wolverines - Mikkeli Bouncers      | 22 - 14   |
| 7 agosto 2022    | Helsinki    | II-divisioona         | Semifinale           | Helsinki Wolverines Blue - Mikkeli Bouncers | 22 - 8    |
| 27 agosto 2022   | Helsinki    | Naisten Vaahteraliiga | Semifinale           | Helsinki Wolverines - Mikkeli Bouncers      | 26 - 0    |
| 17 agosto 2024   | Kouvola     | II-divisioona         | Wild Card            | Kuusankoski Cowboys - Mikkeli Bouncers      | 24 - 0    |

## Palmarès
- 3 Naisten I-divisioona (2016, 2019, 2020)
- 1 Rautamalja (2016)
- 1 Tinamalja (2014)
- 1 III-divisioona (2010)